# Lehrbach (Familienname)
Lehrbach ist der Familienname folgender Personen:
- Konrad Christoph von Lehrbach (1677–1767), deutscher Ritter, Ritter des Deutschen Ordens
- Franz Sigismund Adalbert von Lehrbach (1729–1787), deutscher Freiherr, Landkomtur des Deutschen Ordens, kaiserlicher Diplomat und Minister
- Damian Hugo Philipp von Lehrbach (1738–1815), deutscher Graf, Jesuit, Domherr, Stiftspropst und Mäzen
- Joseph Georg Benedikt von Lehrbach (1750–1812), deutscher Generalmajor
- Philipp von Lehrbach (1789–1857), deutscher Offizier und Politiker